# Dejan Stojanoski
Dejan Stojanoski (* 30. August 1990) ist ein ehemaliger nordmazedonischer Biathlet und Skilangläufer.
Dejan Stojanoski vom Verein Musica debütierte 2006 in Obertilliach bei den Juniorenwettbewerben im Biathlon-Europacup. Bis 2008 blieb es die alltägliche Wettkampfserie des Mazedonen. Abschluss der Juniorenzeit war die Teilnahme an den Biathlon-Europameisterschaften 2008 in Nové Město na Moravě, wo er 75. im Einzel und 74. des Sprints wurde. Mit Gjorgji Icoski, Darko Damjanovski und Vlatko Filipov startete er zum Abschluss der EM im Leistungsbereich, da Schlussläufer Filipov das Rennen jedoch nicht beendete, platzierte sich die Mazedonische Staffel nicht. Nach der EM startete er in Cesana San Sicario erstmals im Europacup der Männer und wurde 69. des Sprints. Dies war es sein bestes Resultat in dieser Rennserie. Im Bansko gewann er mit einem 14. Platz erstmals Punkte im IBU-Cup.
Im Januar 2006 trat Stojanoski in Pigadia im Rahmen des Balkan Cups erstmals in einem internationalen Rennen im Skilanglauf an. Es folgten weitere Rennen in dieser Rennserie, zudem in FIS-Rennen, im Alpencup und in nationalen Wettbewerben. Platzierungen unter den Top Ten bleiben jedoch die Ausnahme. Größter internationaler Erfolg im Skilanglauf ist die Teilnahme an den Nordischen Skiweltmeisterschaften 2009 in Liberec, wo er im Sprint an den Start ging, als 116. der Qualifikation jedoch frühzeitig scheiterte.